# Hadsund Centrum
Hadsund Centrum (Hadsund Midtby) er Hadsunds centrale bydel mellem Mariager Fjord mod syd, Rosendal mod nord og Øgadekvarteret mod øst. Der er ca. 2.000 indbyggere i Hadsund Centrum. Det er dermed den tættest befolkede bydel i Hadsund.
Hadsund Centrum består af mange lejligheder med ganske få parcelhuse og rækkehuse. Der er ca. 60 forretninger: tøjbutikker, banker, restauranter, cafér osv. Bydelen rummer også seks supermarkeder/dagligvareforretninger, et rådhus, posthus, kontorfællesskabet Jacob Møllers Gård og indkøbscenteret Hadsund Butikscenter.
Nørregade, Østergade, Vestergade, Himmerlandsgade, Randersvej og Alsvej er de veje som giver adgang til bydelen.
Midtbyens bygninger er opført ca 1855-1946. Størstedelen er bygget i røde mursten og fremtræder med blanke eller malede facader. Enkelte bygninger er skalmuret eller påsat anden facadebeklædning.
Hadsund Centrum vil i de kommende år gennemgå en større byomdannelsesproces både på Slagterigrunden, hvor bydelen omdannes fra traditionel industri til en moderne oplevelsesby, boligby og handelsby. Der er en lokalplan for projektet fra 2013-2014, og arbejdet med nedrivning af slagteribygningerne og Det Gamle Maskinsnedkeri at kunne begynde.
Byomdannelsesproces på Havnepladsen eller den tidligere Tømmerhandelsgrund nord for Hadsund Havn udgør ca. 5,4 ha. Det er mod syd afgrænset af fjorden, mod øst af Himmerlandsgade/Randersvej, mod nord af Storegade og mod vest af Skovvej og Strandvej.
Havnepladsen rummede tidligere tømmerhandel, færgegård og falckstation. Pladsen har siden 2006 været ryddet for bygninger. Der har siden 2007 været et ønske om at skabe et rekreativt bymiljø, men det har vist sig vanskeligt at gøre de eksisterende planer til virkelighed. I 2013 udarbejdede Mariagerfjord Kommune en rammelokalplan. Det nye område kommer til at rumme både boliger, dagligvarebutikker en bypark, og mindre erhverv.
Det ønskes at Fjordens vand trækkes ind i området i en kanal. Der gives samtidig muligt at etablere et ”soppe”-bassin, der vil blive mulighed for aktiviteter som isætning og optagning af kajak.

## Bymiljø og byrum
Storegade udgør byens eneste gågade, den har en længde på 350 meter. Gågaden er belagt med betonfliser med fritlagte søsten og chaussésten.
De øvrige handelsgader i midtbyen er Vestergade, Østergade, Nørregade, Mejerigade, Jernbanegade, Brogade Jacob Møllersgade, Krügersgade og Himmerlandsgade der er almindelige trafikveje med fortove. Byen har fire torve/pladser som har meget forskellig karakter. "Torvet", der fra gammel tid er byens handelsplads, udgør i dag en del af selve gågaden. "Butikscenteret" ligger i Johan & Axel Hornbechs gamle marmeladefabriks bygninger der blev bygget i 1898. Centeret er nærmest en overdækket arkade i to etager. Det tredje torv er "Midtpunkt" fra 1970'erne. Der er dog tale om en åben plads med et centralt parkeringsareal og butikker. Det fjerde torv "Bankpladsen" er en af byens gamle torve. Det er brostenslagt; navnet kommer fra Hadsund Bank.
I 1998 var der i Hadsund et butiksareal på 24.505 m2.

## Historie
Hadsund Centrum er den oprindelige del Hadsund (1854-1950'erne), hvor byen udvikledes langs Hovedgaden. Den er nu delt op i Nørregade, Storegade og Vestergade.

## Hadsund Sundhedscenter
Det er Mariagerfjord Kommunes sundhedshus og eneste genoptræningscenter beliggende på Vestergade. Centeret blev indviet den 4. marts 2013.
Det er indrettet i det tidligere Hotel Hadsund fra 1855. Det er bygget af købmand konsul Sørensen, som også grundlagde færgestedet i 1854. Hotellet eksisterede frem 2007 da det ikke længere kunne gå rundt længere.
I dag står kun hovedbygningen tilbage, da det var meningen, at hotellet skulle rives i 2008, men der kunnes ikke opnås enighed om det. Først i 2010 besluttede kommunen sig for at købe hotellet og bevare det.
Genoptræningscenteret stod færdig i sommeren 2013. Kun de fire ydermure er bevaret af den 157 år gamle hotelhovedbygning. Alt indmad er udskiftet i bygningen.

## Jacob Møllers Gård
forkortet JMG er et kontorfællesskab på Jacob Møllersgade. Kontorfællesskabet består af de 3 bygninger Jacob Møllers Gård, Ved Stranden og Ved Havnen. Til
sammen er der 40 små og mellem store virksomheder samlet her.
I Jacob Møllers Gård ligger der 17 iværksættervirksomheder inden for IT.  Jacob Møllers Gård er en af Hadsunds købmandsgårde der blev bygget i 1878 af købmand Jacob Møller. Bygningen ligger midt i Hadsund nær Storegade.
I 2012 købte Jacob Møllers Gård A/S Trip Traps tidligere hovedkontor på Trafikhavnen i Hadsund som Trip Trap solgte til Jacob Møllers Gård A/S for 10 millioner kroner. Denne bygning skal nu også omdannes til et virksomhedsfællesskab, bygningen kommer til at hedde Ved Havnen. Jacob Møllers Gård A/S har også Erhvervshuset Revlingen som er beliggende i Møldrup som ligger nord for Viborg. Erhvervshuset Revlingen har 14 iværksættervirksomheder.

## Hadsund Busterminal
Busterminal ligger på Jernbanegade og drives af Nordjyllands Trafikselskab. Hadsund Busterminal blev bygget i og taget i brug i 2006. Busterminal ligger, hvor den gamle jernbanestation Hadsund Nord Station lå før den blev nedrevet i 1986. Der er mange busruter, der forbinder byen mellem Aalborg i nord, Randers og Aarhus i syd, og Hobro i vest. Bussen Abildskou-FlixBus (Linie 888 - Jylland - København) holder dagligt på busterminalen. Tilhørende busterminal er en ventesal med toiletter. Den ligger tæt på byens gågade Storegade og Mariager Fjord.

### Kollektiv trafik
- 54 Aalborg – Gistrup - Blenstrup - Terndrup – Hadsund
- 58 Hobro - Valsgård - Oue - Hadsund
- 458 Hadsund - Skelund - Veddum - Als - Øster Hurup
- 55 Aalborg – Kongerslev – Bælum – Hadsund
- 115 Arden – Rostrup – Astrup – Hadsund
- 234 Hobro – Mariager - Assens - Norup – Hadsund
- 237 Randers – Gjerlev – Havndal – Hadsund
- 235 Randers – Spentrup – Mariager – Assens – Hadsund
- 235N Natbus Randers – Spentrup – Mariager – Assens – Hadsund
- 54N Natbus Aalborg – Terndrup – (Kongerslev)/(Hadsund)
- 918X Aarhus - Randers - Mariager - Hadsund
- 954X Aalborg - Terndrup - Hadsund

.

## Galleri
- Vandkunst i gågaden.
- Torvet.
- Hadsund Busterminal.
- Storegade.
- Hadsund Trafikhavn.
- Rådhuset.
- Posthuset.
- Centrum set fre syd.
- Brogade.
- Vestergade.
- Nørregade.
- Østergade.